# Michel Teló
Michel Teló (Medianeira, 21 de janeiro de 1981), é um cantor e compositor brasileiro de música sertaneja. Sendo paranaense de nascimento, mas tendo residido em Mato Grosso do Sul desde sua infância, já era famoso na cena musical daquele estado muito antes de fazer sucesso nacionalmente. No Mato Grosso do Sul, fez parte de dois grupos musicais, e foi no Grupo Tradição que sua carreira como vocalista tomou impulso. Cantor desde a infância, Teló se tornou conhecido no ano de 1997, como vocalista do grupo Tradição, os maiores sucessos do grupo, como "Barquinho", "O Caldeirão", "Pra Sempre Minha Vida", "A Brasileira" e "Eu Quero Você", são de sua autoria. O cantor já figurou na parada Social 50 a frente de Madonna e Coldplay, da revista americana Billboard, que mede a popularidade dos artistas nas redes sociais.
Em carreira solo, Teló lançou um álbum de estúdio e dois ao vivo, o álbum Michel Teló - Ao Vivo recebeu uma indicação ao Grammy Latino, Em 2011, lançou seu segundo álbum ao vivo, intitulado Na Balada, gravado durante a turnê Fugidinha Tour, e teve um bom desempenho comercial alcançando a segunda posição na Top 20 Semanal ABPD, e a segunda posição no gráfico Portuguese Álbuns Chart, recebendo certificado de platina. O primeiro single do álbum, "Ai Se Eu Te Pego", tornou-se o segundo número um na Billboard Brasil Hot 100, chegando ainda à primeira posição na Alemanha, Espanha e Itália deixando para trás grandes nomes da música mundial como Adele, Rihanna, Lady Gaga, David Guetta e Usher.
Ao longo de 2011, Teló fez mais de 240 shows, quando junho foi o mês de maior atividade, tendo se apresentado todos os dias pelo Norte e Nordeste nas festas juninas. De acordo com a Revista Forbes, a turnê Fugidinha Tour foi vista por 17 milhões de pessoas e arrecadou cerca de 18 milhões em 2011. Também foi citado pela revista como fenômeno mundial, fato que para a revista apenas brasileiros como Ronaldo, Gisele Bündchen e Ronaldinho Gaúcho conseguiram. Também atingiu o recorde ao ter a canção brasileira com maior número de visualizações do YouTube, com mais de 748 milhões de acessos. Ainda em 2011, foi a décima pessoa mais acessada da Google Brasil.
Michel Teló teve sexta música mais vendida no mundo em 2012, segundo relatório divulgado pelo IFPI (Federação Internacional da Indústria Fonográfica) com os números das vendas (físicas e digitais) mostra os dez singles mais vendidos do ano passado, Michel Teló apareceu na sexta posição com seu hit 'Ai se eu te pego' e impressionantes 7,2 milhões de cópias vendidas, fazendo o sertanejo chegar ao topo do ranking em 23 países da Europa e América Latina. O cachê de Michel se encontra em cerca de 150 mil por show, sendo ao lado de Jorge & Mateus, Luan Santana, Paula Fernandes e Gusttavo Lima os artistas com os maiores cachês do país. Teló é inspirado por artistas da música popular brasileira como Roberto Carlos e Luiz Gonzaga, além de nomes da música sertaneja como Leonardo e Chitãozinho & Xororó. Ele declarou que a sua cidade é uma fonte de inspiração para a suas composições. Em 2012, Teló se tornou o segundo artista brasileiro da história a figurar a parada estadunidense Billboard Hot 100. Em abril de 2013, venceu duas das sete categorias em que concorria no Billboard Latin Music Awards, um dos principais prêmios da música latina que foi entregue em Miami. O brasileiro foi premiado por Música do Ano e Música Pop do Ano por "Ai Se Eu Te Pego". O cantor sertanejo ainda venceu na categoria de melhor música latina (Top Latin Song) do Billboard Music Awards 2013.

## Vida pessoal
Apesar de ter nascido em Medianeira, no Paraná, reside em Campo Grande, Mato Grosso do Sul, desde a infância, ele é torcedor do Grêmio Foot-Ball Porto Alegrense. Seus pais, Aldoir Pedro Teló, conhecido popularmente como Aldo e Leonilda Dalegrave Teló, conhecida popularmente como Nina, são gaúchos de Passo Fundo, possuindo ascendência italiana, tendo sido por muitos anos donos de uma padaria, e tiveram três filhos, sendo Michel Teló o filho do meio. Seus irmãos são Teotônio Teló, (produtor musical) e Teófilo Teló (empresário), ambos trabalham com o cantor, seu nome era pra ser sido Teodoro, mas como seu pai era fã do jogador Michel Platini, resolveu lhe dar esse nome de batismo como uma homenagem. Michel tem um apartamento em São Paulo, além de ter um condomínio em Passo Fundo no Rio Grande do Sul, é sócio de uma construtora na cidade de Campo Grande em Mato Grosso do Sul, além de ser dono de uma editora de músicas.
Em 2008, casou-se com Ana Carolina Lago, a quem conheceu em Passo Fundo. Em 2011, houve boatos de que o casamento estava em crise. Logo depois a assessoria de imprensa do cantor desmentiu e declarou que ele, inclusive, pretendia ter um filho em 2012. No dia 11 de fevereiro de 2012, Ana Carolina anunciou por meio do Facebook que estavam legalmente divorciados.
Logo após o divórcio, em fevereiro de 2012, Michel conheceu a atriz Thais Fersoza em um camarote no Carnaval do Rio de Janeiro, contudo somente no fim do ano assumiram o namoro. Em dezembro de 2013 o casal passou a morar junto e oficializaram a união no dia 14 de outubro de 2014, em uma cerimônia íntima para amigos e familiares. Em 1 de agosto de 2016, nasceu a primeira filha do casal, Melinda. O segundo filho do casal, Teodoro, nasceu em 25 de julho de 2017. Ambos nasceram em São Paulo.

## Carreira artística

### 1997–2008: Grupo Tradição
A carreira do cantor começou nos anos noventa, quando ele tinha dez anos, seu Aldo lhe deu um acordeão. "Foi como um jogo, não era nada sério", o cantor disse em entrevista ao Jô Soares. Dois anos depois, seus vizinhos, amigos da escola e seu irmão o convenceram a formar uma banda de música tradicional, que foi batizado de Guri e serviu para fortalecer o gosto de Teló pela música e de uma forma profissional. Então, pouco depois ele foi convocado para participar do Grupo Tradição, um dos mais importantes da música gaúcha, onde ficou por 11 anos de 1997 a 2008.
Em 2009, Michel optou por deixar o grupo e seguir carreira solo, mas antes escolheu para assumir os vocais Thiago Bertoldo, que alguns anos depois se tornaria conhecido na dupla Thaeme e Thiago.

### 2009–2010:Balada SertanejaeMichel Teló - Ao Vivo
Balada Sertaneja foi lançado como primeiro álbum solo do cantor em 2009 pela Som Livre, sendo produzido por Ivan Myazato. O álbum contou com apenas 2 singles, "Ei, Psiu! Beijo Me Liga" e "Amanhã Sei Lá".
Em 16 de março de 2011, participou da festa intitulada Sertanejo Universitário no Big Brother Brasil 11 juntamente com as duplas João Bosco & Vinícius e Fernando e Sorocaba.
Em outubro de 2011, foi um dos convidados para substituir a apresentadora Eliana em seu programa durante a licença maternidade. Também participou do show do Criança Esperança projeto da Rede Globo, juntamente com Daniel, Zezé Di Camargo e Luciano, Fernando e Sorocaba e Chitãozinho e Xororó.
No dia 21, participou do programa "Sufoco" do Domingão do Faustão. Durante a filmagem, o cantor caiu com o nariz. Logo após o acontecimento em conversa com a reportagem de O Fuxico, a assessoria do cantor aproveitou para negar que ele tivesse levado pontos no nariz após a queda. Sua canção "Ei, Psiu! Beijo Me Liga" teve grande sucesso em 2010. Além de "Fugidinha", que é de autoria de Rodriguinho e Tiaguinho do grupo paulista de pagode Exaltasamba, que é interpretada por Teló, foi sucesso no programa O Melhor do Brasil da Rede Record e fez parte da trilha sonora da novela Malhação da Rede Globo por dois anos consecutivos. Em entrevista a Billboard Brasil, Michel falou sobre seu próximo CD. Ele falou que também irá regravar músicas das duplas Milionário e José Rico, Chitãozinho e Xororó e Matogrosso e Mathias.
.
| “ | “Estamos com sete músicas prontas. O disco vai ser nessa mesma linha que eu gosto de cantar”. | ” |

Ainda em 2011, recebeu a certificação de Disco de Ouro entregue pela apresentadora da Rede Globo Xuxa pelas vendas de 40 mil cópias do álbum Michel Teló - Ao Vivo. No dia 28 de agosto Michel completou dois anos de carreira solo e para comemorar lançou uma nova versão do seu site oficial, com visual mais moderno e muita informação para os fãs inclusive sua biografia. Na entrada é exibido um vídeo, com trechos de shows, bastidores e participações em programas de TV. Hits, como "Fugidinha", "Larga De Bobeira", "Ei, Psiu! Beijo Me Liga" e "Se Intrometeu" são lembrados. Contém também cenas do intérprete se jogando no público. No dia 16 de setembro, fez uma um show duplo com João Bosco & Vinícius em uma das maiores casas de show do país chamado Terraço Daslu é uma casa conhecida nacionalmente por ser luxuosa e ter capacidade para mais de 50 mil pessoas. Ao final de 2011, Teló recebeu uma indicação ao Grammy Latino na categoria Melhor Álbum de Música Sertaneja disputando com as cantoras Paula Fernandes e Roberta Miranda a dupla João Bosco & Vinícius e o cantor Leonardo.

### 2011:Na Baladae carreira internacional

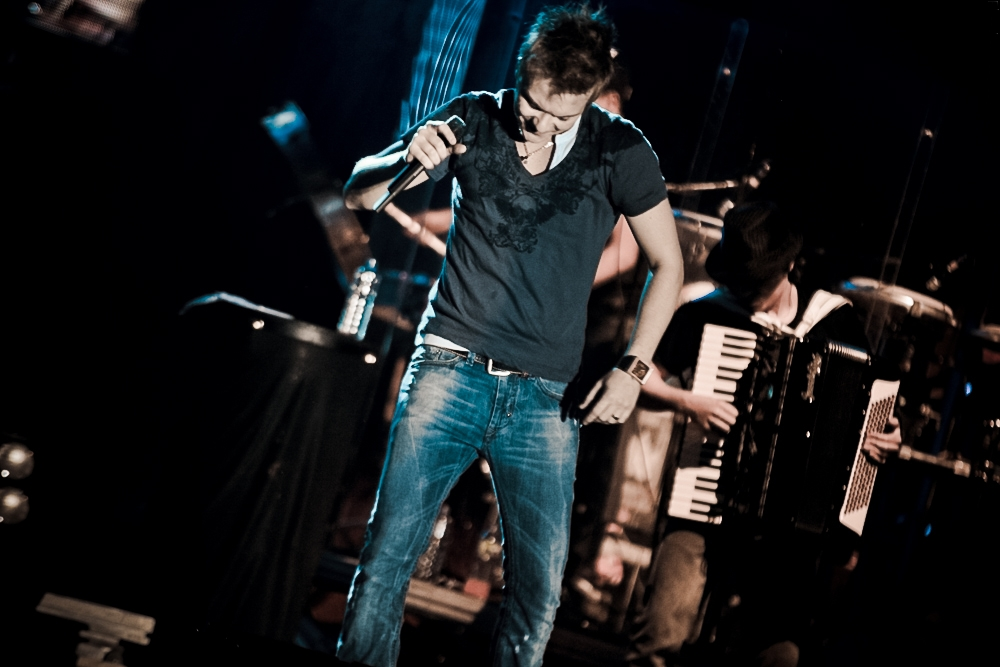
Michel Teló em Volta Redonda

No dia 2 de setembro Michel usou o Twitter para anunciar o lançamento de dois DVDs um deles, só com regravações dos anos 1980 e 1990, com a sanfona em mãos e com a participação de Milionário e José Rico, Bruno e Marrone e João Bosco e Vinícius. O local e a data ainda estão sendo confirmados. O outro intitulado Michel na Balada conta com canções inéditas, no estilo atual do cantor, será gravado em 4 cidades diferentes Curitiba, na Woods (25 de setembro), em São Paulo, na Woods (28 de setembro), em Balneário Camboriú, também na Woods (30 de setembro), e em Goiânia, no Santa Fé (4 de outubro).
"Ai Se Eu Te Pego" foi lançado como primeiro single e se tornou um sucesso nacional alcançando a primeira posição no Hot 100 Airplay. Com performances de jogadores de futebol conseguiu sucesso internacional atingindo a primeira posição em Portugal na Espanha, Países Baixos e Itália. Mais tarde alcançou a primeira posição na Bélgica, Suíça e Alemanha e 28 no Canadá além da 82 na Billboard Hot 100 da revista Billboard. além de ter conseguido a quinquagésima na Áustria. Também bateu o recorde da canção brasileira com maior número de visualizações do YouTube, com mais de 300 milhões de acessos. Foi certificado platina-tripla na Itália e Espanha além de platina na Alemanha por mais de 300 mil cópias vendidas.

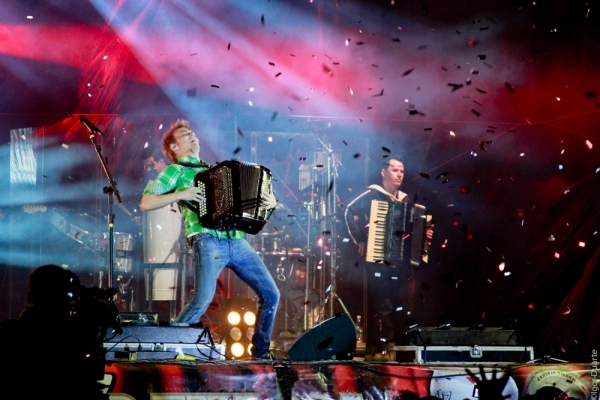
Michel tocando sanfona, seu instrumento musical favorito

Vários jogadores comemoram com a música, como Neymar, Diego Souza, Marcelo e Cristiano Ronaldo fazendo com que a música ganhasse atenção da mídia. No dia 28 de outubro, o fotógrafo Fernando Hiro afirmou que Teló já havia encerrado a turnê que resultaria na gravação do DVD intitulado Na Balada. E segundo o site paparazzi após Michel ouvir o comentário de Khedira ele vai querer transformar essa emoção toda em uma canção. Teló disse ao site da Band, que depois que houve a coreografia destes jogadores já conseguiu 12 entrevistas para jornais da Espanha e Portugal, e espera que o público europeu retorne o seu carinho. No dia 7 de novembro, o apresentador Jorge Kajuru mostrou para Cristiano Ronaldo um vídeo enviado por Michel agradecendo por ele ter embalado sua carreira internacional, Michel fala também sobre uma turnê europeia e cita um show na Espanha onde pediu pela presença do jogador. No final do ano, Teló participou do Show da Virada da Rede Globo cantando a canção "Ai Se Eu Te Pego" ao lado de Neymar.
Em 2 de dezembro, Teló revelou em entrevista ao IG, que seu irmão e empresário Teófilo estava nos Estados Unidos acertando uma turnê. Disse também que está planejando gravar uma versão em inglês de seu sucesso "Ai Se Eu Te Pego". Em 4 de dezembro do mesmo ano, Teló fechou contrato com a Universal Music da França para divulgar o Na Balada no país. O músico revelou durante entrevista ao jornal Folha de S. Paulo que está negociando uma parceria internacional de peso. O sertanejo vai fazer uma colaboração com o rapper Pitbull no início de 2012. Também comentou que seu grande sonho é cantar com a Colombiana Shakira. Na madrugada do dia 20 de janeiro, participou do show do cantor Pitbull em Recife cantando a canção "Ai Se Eu Te Pego" reforçando ainda mais a colaboração do rapper em uma de suas novas músicas. "Eu Te Amo e Open Bar" e "Humilde Residência" também foram lançados como single no Brasil e alcançaram a octogésima nona e a primeira posição na Billboard Brasil Hot 100. Em 8 de fevereiro, participou do Big Brother Brasil 12 sendo o segundo artista a se apresentar nesta edição. O cantor assinou um contrato para com Simon Cowell do selo Syco Music, uma subsidiária da Sony Music para lançar os álbuns do cantor na Irlanda e Inglaterra.
Em janeiro de 2012, o "Jornal o Dia" publicou uma matéria afirmando que o ator Ricardo Tozzi terá personagem inspirado em Michel Teló, sendo uma dupla de música sertaneja, que está fazendo sucesso mundial na telenovela Cheias de Charme. Em 8 de fevereiro, durante um show da turnê Na Balada Tour, os atores Ricardo Tozzi e Cláudia Abreu gravaram a primeira cena da novela cantando com Teló a música "Humilde Residência". Denise Saraceni a diretora de núcleo da novela, contou "hoje é o primeiro dia de gravação oficial da novela e para mais de 8 mil pessoas. É praticamente como fazer uma novela ao vivo". Em maio de 2013, é lançado seu novo álbum ao vivo composto por músicas inéditas.

### 2015 - presente:The Voice Brasil e Bem Sertanejo
Em 2014, é lançado a série "Bem Sertanejo" no Fantástico. Obteve duas temporadas e 12 episódios, com grandes artistas da música sertaneja como Almir Sater e Roberta Miranda. Grande sucesso de audiência e crítica, lançando CD, DVD, e posteriormente livro escrito por Teló e André Piunti. Além disso, a música "Te dar um beijo" part. Prince Royce ficou em 12º lugar nas músicas mais tocadas do ano.
Em 21 de agosto de 2015, foi anunciado que Michel tinha sido contratado pela TV Globo para entrar no lugar do cantor Daniel como técnico da quarta temporada do programa The Voice Brasil. O cantor estreou no programa em 1º de outubro, sendo o técnico campeão da edição com o candidato Renato Vianna. Na temporada seguinte até o presente momento, o sertanejo segue no programa e já acumula cinco vitórias como jurado, sendo elas os participantes Mylena Jardim, Samantha Ayara, Léo Pain e Tony Gordon.
Em 16 de março de 2021, Teló foi confirmado como técnico da sexta temporada da versão infantil do The Voice, o The Voice Kids. Na grande final, seu finalista Gustavo Bardim ganhou a competição, fazendo com que o técnico se tornasse hexacampeão somando as duas versões. Em outubro de 2021, na 10ª temporada do The Voice Brasil, o cantor ganha uma função inédita no formato, montando seu time como participantes rejeitados por outros técnicos.

## Prêmios e indicações
Com a carreira solo, "Michel" lançou seu primeiro álbum intitulado Balada Sertaneja que não teve muita notoriedade, mas foi indicado ao Prêmio de Melhores do Ano na categoria "Revelação Musical". Começou a ganhar notoriedade com o álbum ao vivo Michel Teló - Ao Vivo sendo indicado ao Grammy Latino na categoria "Melhor Álbum Sertanejo". Em 2011, Michel foi indicado nas categorias "Hit do Ano" e "Cantor do Ano". No Meus Prêmios Nick foi indicado na categoria "Revelação Musical". Em outubro, Teló foi indicado ao "Melhores do Movimento Country" de 2011 a 5 categorias sendo elas "Melhor Cantor Solo", "Hit Do Ano" por "Ai Se Eu Te Pego", "Melhor CD" por Michel Teló - Ao Vivo, "Melhor Show" e "Melhor Vídeo" por sua participação com a dupla Bruninho e Daví, vencendo nas categorias "Hit Do Ano" e "Melhor Vídeo".
Teló foi indicado a 4 categorias no Prêmio Multishow de Música Brasileira por "Melhor Cantor", "Revelação Musical", "Melhor Artista Sertanejo" e melhor música por Ai Se Eu Te Pego". Michel foi indicado ao Prêmio Vagalume nas categorias "Site do Ano" e "Redes sociais". Em 2012, foi indicado nas categorias Cantor do Ano e Música do Ano por "Ai Se Eu Te Pego" nos Melhores do Ano do Domingão do Faustão.
Venceu em abril de 2013, duas das sete categorias em que concorria no Billboard Latin Music Awards, entregue em Miami, nos Estados Unidos. O brasileiro foi premiado por Música do Ano e Música Pop do Ano por Ai Se Eu Te Pego.
Michel Teló subiu ao palco junto ao colombiano Carlos Vives para interpretar Cómo Le Gusta a Tu Cuerpo. Michel, o único artista brasileiro indicado à premiação da Billboard, concorria também nas categorias Novo Artista, Artista em Redes Sociais, Artista Pop, Música Digital e Música em Rádio.
O cantor sertanejo ainda venceu na categoria de melhor música latina (Top Latin Song) do Billboard Music Awards 2013 com a música "Ai Se Eu Te Pego", a cerimônia foi realizada em Las Vegas, nos Estados Unidos.
Foi indicado ao Grammy Latino 2013 na categoria Melhor Álbum Sertanejo com o disco Michel Teló - Sunset.

## Apresentações

### Turnês

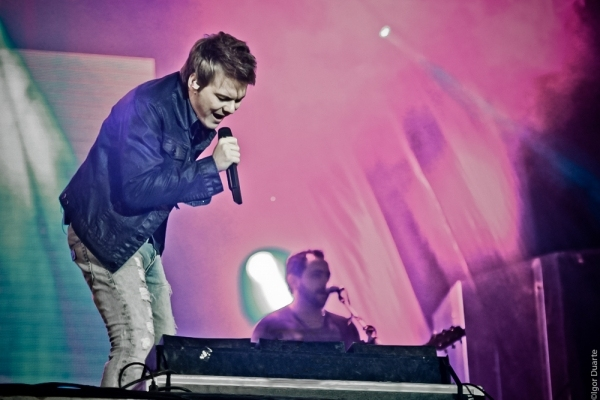
Michel se apresentando em Santo Antônio do Monte em Minas Gerais

Sua primeira turnê intitulada Fugidinha Tour foi a primeira em carreira solo e passou apenas no Brasil. Ao longo de 2011, o cantor fez mais de 240 shows, o mês mais intenso foi em junho, ele se apresentou todos os dias pelo Norte e Nordeste nas festas juninas. De acordo com a revista Forbes, a turnê Fugidinha Tour foi vista por 17 milhões de pessoas, e arrecadou cerca de 18 milhões de dólares. Também foi citado pela revista como fenômeno mundial fato que, para a revista, apenas brasileiros como Ronaldo, Gisele Bündchen e Ronaldinho Gaúcho conseguiram. A revista também o compara com a cantora Carmem Miranda dizendo que é muito difícil para uma celebridade brasileira se tornar uma estrela internacional, ainda citou o fracasso da cantora e apresentadora Xuxa. O cachê de Telo, esteve em cerca de 150 mil por show e ao lado de Jorge & Mateus, Luan Santana e Paula Fernandes, Gusttavo Lima foram os maiores cachês do país.
Na Balada Tour é a segunda turnê, sendo a primeira mundial. Em 2 de dezembro de 2011, Teló disse em entrevista ao IG que seu irmão e empresário Teófilo está nos Estados Unidos acertando uma turnê. Disse também que está planejando gravar uma versão em inglês de seu sucesso "Ai Se Eu Te Pego". Em dezembro, o cantor revelou a Quem que está recebendo convites para tocar em Portugal, Itália, Suíça, Inglaterra e Espanha. Depois confirmou que está com turnê agendada na Europa, com 12 shows em sete países. A turnê teve 12 shows apenas no mês de janeiro, e passou por três das cinco regiões brasileiras. Ainda teve um show extra no "Verão Show Guarujá" com Ivete Sangalo no dia 06 de janeiro, com público de 12 mil pessoas As primeiras datas anunciadas na Europa foi os dias 24 e 25 de fevereiro em Lisboa durante o programa Boa Tarde, da TV SIC em Portugal.

### Na Europa
Sua primeira viagem a Europa aconteceu em janeiro de 2012 em Portugal, com intuito de divulgar seu álbum ao vivo Michel na Balada e a turnê Na Balada Tour. Também participou do programa "Boa Tarde", da TV SIC. Durante a estreia na TV portuguesa, Teló aproveitou para anunciar a turnê pela Europa com shows em Portugal nos dias 24 e 25 de fevereiro. Sua visita a Espanha também foi para divulgar os shows da turnê, sendo que Teló também visitou o "CT" do Real Madrid, cumprimentou o elenco e fez pose para foto ao lado de nomes como Kaká, Marcelo, Sergio Ramos, Pepe e Cristiano Ronaldo, um dos responsáveis por levar o sucesso Ai Se Eu Te Pego à Europa, após comemorar um de seus gols fazendo a coreografia da música. Também participou do programa "El Hormiguero", do canal Antena 3, na Espanha, onde foi recebido com status de estrela. O cantor sertanejo foi mostrar seu sucesso "Ai Se Eu Te Pego" no palco do programa e colocou os apresentadores Pablo Motos e Imanol Arias para dançar. O público também demonstrou intimidade com a canção e sua coreografia e aplaudiu efusivamente a entrada do músico. Teló tentou falar em espanhol, mas mesmo assim teve tradução simultânea feita por uma mulher. Ele também traduziu trechos de seu "hit" na língua local.
Em fevereiro, retornou a Europa, onde passou pela Itália onde recebeu tripla platina por "Ai Se Eu Te Pego", na Espanha participou novamente do programa "El Hormiguero", do canal Antena 3, onde cantou "Ai Se Eu Te Pego".

### 2015: Playlist
Saindo em shows pelo Brasil todo, ainda curtindo o sucesso de "Bem sertanejo", com propostas de sessões de autógrafos do livro, Michel lança uma playlist com 1 clipe + 5 músicas, todas com vídeos com letras. Tendo a música de trabalho "Coração Cansou" em primeiro lugar nas rádios do Brasil na semana de lançamento.

## Discografia
- Balada Sertaneja (2009)
- Baile do Teló (2015)
- Bem Sertanejo (2014)
- Bem Sertanejo - O Show (2017)
- Churrasco do Teló (2019)
- Michel Teló - Ao Vivo (2010)
- Na Balada (2011)
- Pra Ouvir no Fone (2020)
- Sunset (2013)

## Filmografia

### Televisão
| Ano     | Título           | Papel        | Notas                      |
| ------- | ---------------- | ------------ | -------------------------- |
| 2014-17 | Bem Sertanejo    | Apresentador |                            |
| 2014-15 | Sai do Chão      | Apresentador |                            |
| 2015-23 | The Voice Brasil | Técnico      | Temporadas. ( 8 - 12)      |
| 2021-22 | The Voice Kids   | Técnico      | Temporadas. ( 6 - 7 )      |
| 2023    | Fuzuê            | Ele mesmo    | Episódio: "18 de setembro" |
| 2024    | Terra e Paixão   | Ele mesmo    | Episódio: "19 de janeiro"  |
| 2025    | Estrela da Casa  | Mentor       | Temporadas. (2)            |

### Cinema
| Ano  | Título                | Papel                | Notas            |
| ---- | --------------------- | -------------------- | ---------------- |
| 2013 | Universidade Monstros | Monstro Cantor (voz) | Dublagem         |
| 2015 | Minions               | Trilha sonora        | Dublagem musical |

### Teatro
| Ano        | Título                  | Papel                                                          | Notas |
| ---------- | ----------------------- | -------------------------------------------------------------- | ----- |
| 2017- 2022 | Bem Sertanejo O Musical | Chico Sanfona/Tropeiro 09/ Caipira 09/Tonico/Locutor de Radio. |       |

## Publicidade

### Produtos e autenticações
Em 2012, Marcus Baby, um artista plástico, resolveu criar um boneco; para conseguir o resultado desejado, Marcus utilizou dois modelos diferentes do boneco Ken, trocou e repicou o cabelo e chegou a mudar a maquiagem e formato da boca do modelo. Para aumentar a semelhança até as roupas do "Mini-Teló" foram personalizadas com camisa xadrez e camiseta com um silk onde a cantora Madonna exclama com os dizeres "Oh if I catch you". Baby levou 6 dias para finalizar sua obra de arte, mas não disponibilizou as vendas.
Em dezembro de 2012, Teló fechou um contrato com a FIAT para uma série de propagandas estrelados pelo cantor. Com 30 segundos de duração, Uni Duni Teló estreou em TVs abertas e fechadas. O contrato foi estimado no valor de 1.5 milhões de reais. A FIAT, também está realizando uma campanha cujo prêmio será o "Novo Uno" para quem gravar o melhor vídeo da música "Ai Se Eu Te Pego". O cantor também realizou durante o Big Brother Brasil 12 uma prova valendo o novo Fiat Uno Way.
No final de janeiro, Teló lançou sua loja virtual com diversos produtos, dentre eles estão às vendas produtos como chinelo, camiseta e canecas. Há também artigos inusitados como capas de iPhone e notebook, squeeze, além de mousepad, todos os produtos têm frases de suas músicas ou fotos do cantor. O produto mais caro é a capa de notebook, que sai por R$ 63,80 e o mais barato é o adesivo, custando menos de 10 centavos. Teló gravou em julho de 2012 um contrato com a empresa Angelotti Licensing para lançar produtos educativos.

## Influências
Vários artistas influenciaram o cantor, dentre eles: Luiz Gonzaga, Roberto Carlos, Chitãozinho & Xororó, Leonardo e Zezé Di Camargo & Luciano. A cidade onde viveu durante a infância influenciou a escolha do ritmo sertanejo e suas composições. Teló falou ao G1, "Você sai naquele mundo de meu Deus, com uma paisagem incrível, não tem jeito. Música sertaneja na veia". A dupla sertaneja Bruninho & Davi falou ao G1, que Teló influenciou a eles ficarem conhecidos e brincou: "Ele nos ajudou a serem mais falados onde a gente não era conhecido... Ou seja, em todos os lugares".
O cantor também cita Maroon 5, Coldplay, David Guetta e Michael Bublé como sua influências. Ainda revelou que a banda Raça Negra tem muita influência em sua carreira: "O Raça Negra marcou a minha vida e de todo o Brasil. Fui criado com música sertaneja, mas sei cantar todas do Raça porque eles invadiram todos os estilos.".

## Filantropia
Em agosto de 2011, participou da 26ª edição do Criança Esperança, foi realizado na Arena HSBC, na Barra da Tijuca, na Zona Oeste do Rio, ao lado de Leonardo, Adair Cardoso, Zezé Di Camargo & Luciano, Chitãozinho & Xororó dentre outros artistas sertanejos. Em novembro de 2011, Teló foi convidado para participar do programa Direito de Viver da RedeTV! ao lado de Sabrina Sato. Em dezembro, participou da décima terceira edição do "Futebol contra a Fome", no estádio do Parque do Sabiá, em Uberlândia ao lado do lateral Daniel Alves, Neymar, Gusttavo Lima e Marrone. O evento é organizado pelos irmãos Fernando e Alexandre Pires com a intenção de arrecadar alimentos para famílias carentes. Teló foi o artilheiro da partida ao lado de Vagner Love com dois Gols cada.